# فريدريك هولمز
فريدريك هولمز (بالإنجليزية: Frederick Holmes)‏ (و. 1886 – 1944 م) هو رياضي بريطاني، شارك في الألعاب الأولمبية الصيفية 1920، توفي عن عمر يناهز 58 عاماً.

## روابط خارجية
- فريدريك هولمز على موقع أوليمبيديا (الإنجليزية)
- فريدريك هولمز على موقع اللجنة الأولمبية البريطانية (الإنجليزية)